# Premier League 1997-98
La temporada 1997-98 de la Premier League  fue la sexta edición de la máxima categoría de fútbol en Inglaterra. El campeón fue el Arsenal.

## Clasificación general
| Pos. | Equipo               | Pts. | PJ | G  | E  | P  | GF | GC | Dif. | Clasificación 1998-99                                      |
| ---- | -------------------- | ---- | -- | -- | -- | -- | -- | -- | ---- | ---------------------------------------------------------- |
| 1    | Arsenal (C)          | 78   | 38 | 23 | 9  | 6  | 68 | 33 | +35  | Fase de grupos de la Liga de Campeones                     |
| 2    | Manchester United    | 77   | 38 | 23 | 8  | 7  | 73 | 26 | +47  | Segunda ronda previa de la Liga de Campeones               |
| 3    | Liverpool            | 65   | 38 | 18 | 11 | 9  | 68 | 42 | +26  | Treintaidosavos de final de la Copa de la UEFA             |
| 4    | Chelsea              | 63   | 38 | 20 | 3  | 15 | 71 | 43 | +28  | Dieciseisavos de final de la Recopa de Europa              |
| 5    | Leeds United         | 59   | 38 | 17 | 8  | 13 | 57 | 46 | +11  | Treintaidosavos de final de la Copa de la UEFA             |
| 6    | Blackburn Rovers     | 58   | 38 | 16 | 10 | 12 | 57 | 52 | +5   | Treintaidosavos de final de la Copa de la UEFA             |
| 7    | Aston Villa          | 57   | 38 | 17 | 6  | 15 | 49 | 48 | +1   | Treintaidosavos de final de la Copa de la UEFA             |
| 8    | West Ham United      | 56   | 38 | 16 | 8  | 14 | 56 | 57 | −1   |                                                            |
| 9    | Derby County         | 55   | 38 | 16 | 7  | 15 | 52 | 49 | +3   |                                                            |
| 10   | Leicester City       | 53   | 38 | 13 | 14 | 11 | 51 | 41 | +10  |                                                            |
| 11   | Coventry City        | 52   | 38 | 12 | 16 | 10 | 46 | 44 | +2   |                                                            |
| 12   | Southampton          | 48   | 38 | 14 | 6  | 18 | 50 | 55 | −5   |                                                            |
| 13   | Newcastle United     | 44   | 38 | 11 | 11 | 16 | 35 | 44 | −9   | Dieciseisavos de final de la Recopa de Europa              |
| 14   | Tottenham Hotspur    | 44   | 38 | 11 | 11 | 16 | 44 | 56 | −12  |                                                            |
| 15   | Wimbledon            | 44   | 38 | 10 | 14 | 14 | 34 | 46 | −12  |                                                            |
| 16   | Sheffield Wednesday  | 44   | 38 | 12 | 8  | 18 | 52 | 67 | −15  |                                                            |
| 17   | Everton              | 40   | 38 | 9  | 13 | 16 | 41 | 56 | −15  |                                                            |
| 18   | Bolton Wanderers (D) | 40   | 38 | 9  | 13 | 16 | 41 | 61 | −20  | Descenso de categoría                                      |
| 19   | Barnsley (D)         | 35   | 38 | 10 | 5  | 23 | 37 | 82 | −45  | Descenso de categoría                                      |
| 20   | Crystal Palace (D)   | 33   | 38 | 8  | 9  | 21 | 37 | 71 | −34  | Descenso de categoría y Tercera ronda de la Copa Intertoto |

 Fuente: [cita requerida]
Notas:
1. ↑  Chelsea se clasificó a la Recopa de Europa 1998-99 por ser el vigente campeón de la competición.
2. ↑  Newcastle United se clasificó a la Recopa de Europa 1998-99 como subcampeón de la FA Cup 1997-98, ya que el campeón Arsenal, se clasificó a la Liga de Campeones de la UEFA 1998-99.

| Bandera de Inglaterra       |
| Campeón Arsenal 11.º título |

### Estadísticas de la liga
| Goles totales:                 | 1019 |
| Promedio de goles por partido: | 2.68 |

## Máximos goleadores
| Jugador                 | Equipo           | Goles |
| ----------------------- | ---------------- | ----- |
| Dion Dublin             | Coventry City    | 18    |
| Michael Owen            | Liverpool        | 18    |
| Chris Sutton            | Blackburn Rovers | 18    |
| Dennis Bergkamp         | Arsenal          | 16    |
| Kevin Gallacher         | Blackburn Rovers | 16    |
| Jimmy Floyd Hasselbaink | Leeds United     | 16    |